# 高田信一
高田 信一（たかた しんいち 1920年1月24日または1921年11月5日 - 1960年1月16日）は、日本の作曲家、指揮者である。元広島大学教授。日本交響楽団（現在のNHK交響楽団の前身）、東京フィルハーモニー交響楽団の指揮者を務めた。

## 生涯

### 幼少期から青年期
実業家の息子（4人兄弟の長男）として、1920年（大正9年）に東京府荏原郡大森町（現在の東京都大田区）で生まれた。1926年（大正15年）に成城小学校（現在の成城学園初等学校）に入学、8歳から上野耐之に音楽の初歩を学び、1932年（昭和7年）に成城高等学校（現在の成城学園中学校高等学校）尋常科に入学後は、12歳から藤田喜与子にピアノを、16歳から作曲を長谷川良夫に師事した。

### 東京音楽学校時代
1937年（昭和12年）に東京音楽学校（現在の東京芸術大学音楽学部）本科に入学、橋本国彦、下総皖一、ヘルムート・フェルマーに作曲を、水谷達夫にピアノを師事した。本科を卒業後、1941年（昭和16年）に研究科に進学し、1943年（昭和18年）3月に研究科を終了した。在学中の1941年11月、第10回日本音楽コンクール作曲部門（管弦楽曲の部）で序曲「桜」が第2位に入賞した。また、同年から「成城合唱団」の指揮者を20年間務めた。

### 東京音楽学校卒業後
1943年（昭和18年）12月に日本交響楽団（日響）の専任指揮者に就任する。同月行なわれた日響の定期演奏会で、『主題・変奏曲と遁走曲』がジョゼフ・ローゼンストックの指揮で演奏された。
1948年（昭和23年）、平和の鐘建立会管弦楽懸賞に、交響詩『平和への頌歌』が次席入選する。1950年（昭和25年）のNHK25周年記念管弦楽懸賞に『交響的二楽章』が佳作入選する。
1951年（昭和26年）9月まで日響の指揮者を務めた後、東京フィルハーモニー交響楽団専任指揮者を務めたが、1960年（昭和35年）1月、病のため39歳で急逝した。

## 作品
個別に出典が提示されているものを除き、1956年（昭和31年）4月時点での作品一覧に基づく。

### 管弦楽曲
- 小舞曲（1939年）
- 祝典序曲（1940年）
- 序曲「桜」（1941年）
- 主題・変奏曲と遁走曲（1942年）
- 交響詩「ヒュッテに寄する牧歌」（1943年）
- 組曲「秋の唄」（1943年）
- 奇想曲（1944年）
- 交響詩「海戦に寄す」（1944年）
- 田園組曲（1946年）
- 交響詩「平和への頌歌」（1948年）
- 交響的二楽章（1950年）

### 室内楽曲
- 三つの小品（1939年、コルネットまたはトランペットとピアノ）
- アリア（1939年、『三つの小品』を編曲、オーボエとピアノ）
- 五つの抒情詩（1940年、フルート2本とピアノ）
- 沖縄の民謡による四重奏曲（1941年、ヴァイオリン、ヴィオラ、チェロ、ピアノ）
- 二つの田園曲（1945年、フルート2本とピアノ）
- フルート五重奏曲（1947年、フルートと弦楽四重奏）
- フルート・ソナタ（1948年、フルートとピアノ）

### 独奏曲
- ピアノ・ソナタ 変ホ長調（1938年）
- 逝く秋（1943年、ピアノ独奏）

### 合唱曲
- 富士山を望める歌（1939年、無伴奏混声4部合唱、歌詞は万葉集による）
- みいくさの（1941年、無伴奏混声4部合唱、歌詞は石坂貞子による）
- なかよし円舞曲（第16回NHK全国学校音楽コンクール小学校の部課題曲）

### 独唱曲
- 四つの短い詩（1942年、ソプラノ独唱とピアノ、歌詞は高間筆子による）
- お母さんおぼえていますか（ABCホームソング）

### 映画音楽
- 海のバラ（1944年、東宝）
- 風雪二十年（1951年、東映、毎日映画コンクール音楽賞受賞）
- 八月十五日（1952年、東映）
- 山下奉文（1953年、東映）
- 早稲田大学（1953年、東映）

### 国民歌
- 若い力 (国民体育大会歌)

### 自治体歌
- 盛岡市民歌（1949年）
- 福山市民の歌（1956年）
- オリーブの花咲く頃（1954年、岡山県牛窓町、現：瀬戸内市）[4]

### 校歌・学歌
- 広島大学歌（作詞：山中有人）
- 広島大学附属福山中学校・高等学校校歌（作詞：葛原しげる）
- 岡山県立玉野高等学校校歌（作詞：永瀬清子）
- 倉敷市立精思高等学校校歌（作詞：鳥越強）
- 江東区立第三砂町中学校校歌（作詞：高木市之助）
- 世田谷区立駒沢中学校校歌（作詞：吉川静夫）
- 川崎市立井田中学校校歌（作詞：勝承夫）
- 赤磐市立磐梨中学校校歌（作詞：永瀬清子）
- 岡山市立岡輝中学校校歌（作詞：吉田研一）
- 井原市立高屋中学校校歌（作詞：大塚英爾）
- 府中市立第一中学校校歌（作詞：木下夕爾）
- 福山市立芦田中学校校歌（作詞：木下夕爾）
- 福山市立加茂中学校校歌（作詞：木下夕爾）
- 尾道市立栗原中学校校歌（作詞：木下夕爾）
- 江北町立江北中学校校歌（作詞：原まさる）
- 目黒区立大岡山小学校校歌（作詞：江間章子）
- 川崎市立田島小学校校歌（作詞：勝承夫）
- 福山市立西小学校校歌（作詞：葛原しげる）
- 安芸高田市立向原小学校校歌（作詞：木下夕爾）
- 府中市立国府小学校校歌（作詞：木下夕爾）